# 蒙圖古拉
蒙圖古拉（法語：Mountoungoula），是馬里的城鎮，位於該國西南部，由庫利科羅區的卡蒂省負責管轄，面積369平方公里，海拔高度339米，2009年人口11,814，人口密度每平方公里32人。